# Dichagyris crimaea
Dichagyris crimaea är en fjärilsart som beskrevs av Igor Kozhanchikov 1930. Dichagyris crimaea ingår i släktet Dichagyris och familjen nattflyn. Inga underarter finns listade i Catalogue of Life.